# Striemen-Schilfeule
Die Striemen-Schilfeule (Senta flammea) ist ein Schmetterling (Nachtfalter) aus der Familie der Eulenfalter (Noctuidae).

## Merkmale

### Falter
Mit einer Flügelspannweite von 33 bis 40 Millimetern zählt die Art zu den kleineren Eulenfaltern. Auffällig sind die schmalen Vorderflügel, die am Apex sehr spitz auslaufen. Sie haben eine ockerfarbene, braunweiße oder rötlichgraue Grundfärbung. Am Vorderrand sind sie oftmals leicht weißgrau überstäubt. Markant ist eine dunkle Strieme, die vom Wurzelfeld bis fast zum Saum reicht. Die äußere Querlinie wird durch schwarze Punkte gebildet. Weitere kleine, schwarze Punkte befinden sich im Saumbereich. Die Hinterflügel sind leuchtend weiß oder grauweiß gefärbt, wobei sich die Adern dunkler abheben.

### Raupe, Puppe
Die Raupen sind elfenbeinfarben, haben eine gestreckte Form und verjüngen sich nach beiden Seiten. Auf dem Rücken und an den Seiten sind einige schwach ausgebildete, helle, grau eingefasste Längslinien sichtbar. Die schwarzbraune, sehr schlanke Puppe besitzt einen gerundeten Kremaster, der zwei Spitzen und vier Borsten aufweist.

### Ähnliche Arten
Eine gewisse Ähnlichkeit besteht zur  Schmalflügeligen Schilfeule (Chilodes maritima), die ebenfalls schmale Vorderflügel sowie eine ockerfarbene Tönung besitzt, meist jedoch anstelle der dunklen Strieme zwei schwarze Punkte zeigt. Bei der etwas kleineren Schrägflügel-Striemeneule (Simyra nervosa) ist die Längszeichnung nur schwach ausgebildet.

## Geographische Verbreitung und Lebensraum
Die Striemen-Schilfeule hat eine Euro-Sibirische Verbreitung. Sie kommt von Südengland bis Japan vor, fehlt jedoch auf der Iberischen Halbinsel, den Mittelmeerinseln, Griechenland sowie in Mittel- und Süditalien. Hauptlebensraum sind Küstengebiete, mit Schilf bewachsene Ufer an Flüssen, Teichen und Seen sowie feuchte Wiesen, Sumpfgebiete und Moore.

## Lebensweise
In nördlichen Regionen zeigt die Art ein univoltines Verhalten und die Falter  fliegen von Mai bis Juni, weiter südlich kommen auch zwei Generationen im Jahr vor. Sie  sind überwiegend nachtaktiv und erscheinen gelegentlich an künstlichen Lichtquellen oder Ködern, die Männchen sind bei warmer Witterung auch schon in der Dämmerung aktiv. Hauptfutterpflanze der Raupen ist das Schilfrohr (Phragmites australis). Sie verpuppen sich im Herbst in Rohrstoppeln oder in zusammengefalteten Schilfblättern, wo sie auch überwintern.

## Gefährdung
Die Art kommt in Deutschland überwiegend in nördlichen und mittleren Bundesländern vor, insbesondere auch an den Küsten der Nord- und Ostsee bis zur Insel Usedom. Sie wird auf der Roten Liste gefährdeter Arten in Kategorie 3 (gefährdet) eingestuft.